# Spiniphora bergenstammii
Spiniphora bergenstammii är en tvåvingeart som först beskrevs av Josef Mik 1864.  Spiniphora bergenstammii ingår i släktet Spiniphora och familjen puckelflugor.
Artens utbredningsområde är Kalifornien. Inga underarter finns listade i Catalogue of Life.